# Rio Miranda
Le rio Miranda ou rio Mboteteý, jadis appelé río Corrientes par les Espagnols et rio Mondego par les Portugais, est une rivière brésilienne qui coule dans l'État de Mato Grosso do Sul. C'est un affluent du río Paraguay dans lequel il se jette en rive gauche après avoir traversé le Pantanal. C'est donc un sous-affluent du fleuve Paraná.

## Géographie
Le rio Miranda naît dans la Serra de Maracaju de l'union des rios Fundo et Roncador, dans le municipe de Jardim. Au début de son parcours, il adopte la direction sud-nord, pour pénétrer dans le grand marécage Pantanal. Là, il vire progressivement vers l'ouest et termine en affluant dans le río Paraguay au niveau de la localité de Porto Esperança. 
La rivière a une longueur de quelque 430 kilomètres.

## Histoire
De 1811 à 1870, le rio Miranda fut l'une des frontières du Paraguay. À la suite de la défaite de ce pays lors de la guerre de la Triple Alliance, la frontière fut reportée plus au sud, sur le rio Apá, et le territoire compris entre ces deux cours d'eau fut attribué au Brésil.

## Navigabilité
Le rio Miranda est navigable toute l'année jusqu'au confluent du rio Aquidauana au km 120, pour des embarcations de 0,50 mètre de tirant d'eau. Au delà, il est navigable jusqu'à la ville de Miranda au km 212, uniquement durant la période des crues.

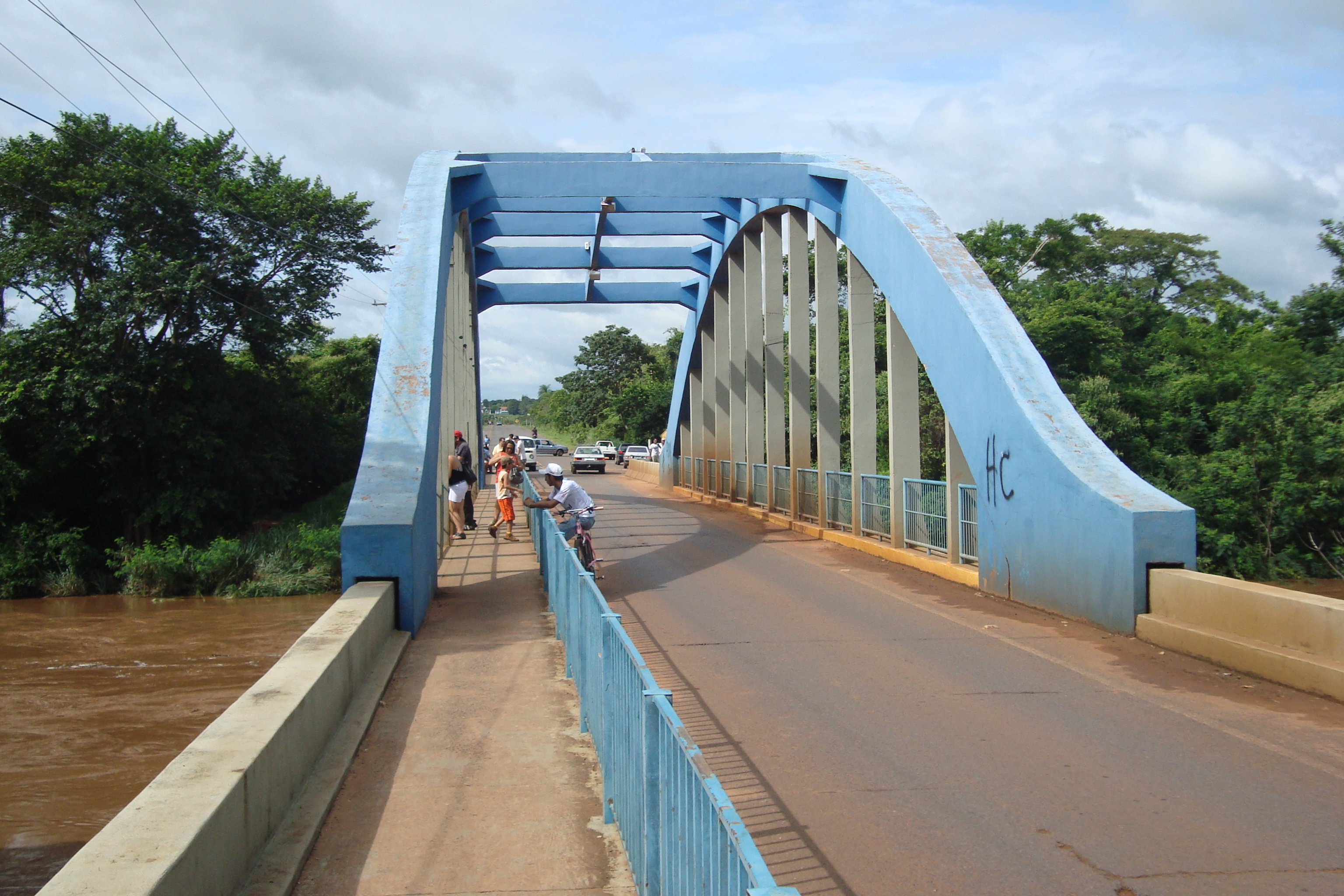
Pont routier sur le rio Miranda reliant les localités de Jardim et de Guia Lopes da Laguna

## Hydrométrie - les débits à Miranda
Le débit de la rivière a été observé pendant 13 ans (1945-1978) à Miranda, ville située à quelque 212 kilomètres de son confluent avec le Paraguay. 
Le débit annuel moyen ou module observé à Miranda durant cette période était de 85 m3/s pour un bassin versant de 15 460 km2, ce qui ne représente que la partie supérieure de la superficie totale de son bassin.
La lame d'eau écoulée dans cette partie du bassin atteint ainsi le chiffre de 173 millimètres par an.
Le rio Miranda à cet endroit présente deux saisons bien distinctes. Comme partout dans le haut bassin du Paraguay, les crues se déroulent durant l'été austral (de décembre à février) avec un pic très net en janvier. Le débit moyen des mois de la période des basses eaux (juillet-septembre) est de cinq à six fois inférieur au débit mensuel moyen de la période de crue. 
Sur la durée d'observation de 13 ans, le débit mensuel minimum observé a été de 21,7 m3/s (en août), tandis que le débit mensuel maximal se montait à 459 m3/s (en janvier). 